# 滋賀県小学校の廃校一覧
滋賀県小学校の廃校一覧（しがけんしょうがっこうのはいこういちらん）は、滋賀県内の廃校になった小学校の一覧。対象となるのは、学制改革（1947年）以降に廃校となった小学校、および分校である。学校名は廃校当時のもの。廃校時に小学校（分校）が所在していた自治体がその後、合併によって消滅している場合は、現行の自治体に含める。また休校中の県内の小学校や分校は公式には存続していることとなっているが、現在休校中の学校は事実上廃校となっている場合が多いため、便宜上本項に記載する。
（）内は、廃校になった年（もしくは、休校の措置が取られた年）、統合先の小学校などである。

## 大津市
- 大津市立石山小学校畑分校（1964年）[1]
- 大津市立大石小学校西分校（1967年）[2]
- 大津市立大石小学校東分校（1967年）[2]
- 大津市立伊香立小学校途中分校（1968年）[3]
- 大津市立伊香立小学校龍華分校（1968年）[3]
- 大津市立志賀小学校山中分校（1980年大津市立比叡平小学校へ統合）[4]
- 堅田町立葛川小学校坂下分校（1955年）[5][注釈 1]
- 堅田町立葛川小学校貫井分校（1965年）[5]
- 堅田町立伊香立小学校南庄分校（1965年）[3]

## 彦根市
- 彦根市立鳥居本小学校武奈分校（1974年12月休校、1990年廃校）[6]

## 長浜市
- 長浜市立六荘小学校（1967年統合により長浜市立長浜南小学校へ）[7]
- 長浜市立神田小学校（同上）[7]
- 長浜市立西黒田小学校（同上）[7]
- 長浜市立下草野小学校（2014年上草野小と統合し浅井小〈旧〉へ）[8]
- 長浜市立上草野小学校（2014年下草野小と統合し浅井小〈旧〉へ）[8]
- 長浜市立余呉小学校〈2代目〉（2018年鏡岡中と統合し長浜市立余呉小中学校へ）[9]
- 長浜市立浅井小学校〈旧〉（2018年七尾小と統合し長浜市立浅井小学校〈新〉へ）[8]
- 長浜市立七尾小学校（2018年浅井小〈旧〉と統合し浅井小〈新〉へ）[8]
- 長浜市立杉野小学校（2020年木之本小へ統合）[10]
- 長浜市立虎姫小学校（2020年虎姫中と統合し長浜市立虎姫学園へ）[11]
- 木之本町立杉野小学校土倉冬季分校（1966年1月）[12]
- 木之本町立杉野小学校音羽冬季分校（1972年1月）[12]
- 西浅井町立永原小学校菅浦分校（1967年）[13]
- 余呉町立丹生小学校奥川並分校（1969年休校、1971年廃校）[14]
- 余呉町立丹生小学校鷲見分校（1971年尾羽梨分校から改称、1978年廃校）[14]
- 余呉町立丹生小学校菅並分校（1973年休校、1982年廃校）[14]
- 余呉町立丹生小学校田戸分校（1979年休校、1995年廃校）[14]
- 余呉町立丹生小学校小原分校（1995年）[14]
- 余呉町立中河内小学校（1985年休校、1998年廃校）[14]
- 余呉町立余呉小学校〈初代〉（2005年統合により余呉小〈2代目〉へ）[14]
- 余呉町立丹生小学校（同上）[14]
- 余呉町立片岡小学校（同上）[14]
- 余呉村立中河内小学校半明冬季分校（1960年）[14]

## 近江八幡市
- 近江八幡市立馬淵小学校倉橋部分校（1962年）[15]
- 近江八幡市立北里小学校野村分校（1972年）[16]
- 武佐村立武佐小学校〈旧〉（1954年南野小と統合し近江八幡市立武佐小学校〈当時：武佐村立〉へ）[17]
- 武佐村立南野小学校（1954年武佐小〈旧〉と統合し武佐小〈新〉へ）[17]
- 近江兄弟社小学校（2023年）[18]

## 甲賀市
- 甲賀市立鮎河小学校（2015年休校、児童は甲賀市立土山小学校へ通学、2018年廃校）[19]
- 甲賀市立山内小学校（2017年土山小へ統合）[19]
- 土山町立土山小学校青土分校（1964年土山小へ統合）[20]
- 甲賀町立佐山小学校岩室分校（1964年佐山小へ統合）[21]
- 甲賀町立大原小学校唐戸川分校（1967年大原小へ統合）[22]
- 信楽町立信楽小学校神山分教場（1964年信楽小へ統合）[23]
- 信楽町立信楽小学校田代分教場（1973年信楽小へ統合）[23]
- 信楽町立信楽小学校畑分教場（1973年信楽小へ統合）[23]

## 野洲市
- 中里村立中里小学校（1949年兵主小と統合し野洲市立中主小学校〈当時：中里村兵主村学校組合立〉へ）[24]
- 兵主村立兵主小学校（1949年中里小と統合し中主小へ）[24]

## 湖南市
- 石部町立石部小学校東西寺分校（1966年10月7日）[25]

## 高島市
- 高島市立今津西小学校椋川分校（1989年休校、2008年廃校）[26]
- 高島市立朽木西小学校平良分校（1997年休校、2012年廃校）[27]
- 高島市立マキノ北小学校在原分校（2001年休校、2015年高島市立マキノ東小学校へ統合）[26]
- 高島市立マキノ北小学校（2015年マキノ東小へ統合）[26]
- 高島市立今津西小学校（2015年高島市立今津東小学校へ統合）[26]
- 高島市立広瀬小学校（2016年高島市立安曇小学校へ統合）[28]
- 廣瀬村立廣瀬小学校中野分教場（1950年）[28]
- 朽木村立朽木東小学校柏分校（1955年）[29]
- 朽木村立朽木東小学校荒川分校（1960年）[29]
- 朽木村立朽木東小学校麻生分校（1960年）[29]
- 朽木村立朽木東小学校地子原分校（1960年）[29]
- 朽木村立朽木東小学校村井分校（1960年）[29]
- 朽木村立朽木東小学校栃生分校（1960年）[29]
- 朽木村立朽木東小学校雲洞谷分校（1967年）[29]
- 朽木村立朽木東小学校ろくろ分校（1975年休校、1978年廃校）[29]
- 朽木村立朽木西小学校能家分校（1994年）[27]
- 今津町立今津西小学校北生見分校（1961年）[26]
- 今津町立今津西小学校天増川分校（1966年休校、2004年廃校）[26]
- 今津町立今津東小学校上弘部分校（1965年）[30]
- 高島町立高島第一小学校（1964年6月1日統合により高島市立高島小学校〈当時：高島町立〉へ）[31]
- 高島町立高島第二小学校（同上）[31]
- 高島町立高島第三小学校（同上）[31]
- 高島町立高島第四小学校（同上）[31]
- マキノ町立マキノ北小学校路原分校（1978年）[26]

## 東近江市
- 東近江市立政所小学校（2009年東近江市立山上小学校へ統合）[32]
- 東近江市立甲津畑小学校（2011年山上小へ統合）[32]
- 八日市市立御園小学校野分校（1958年9月）[33]
- 八日市市立中野小学校（1960年八日市小と統合し東近江市立八日市南小学校〈当時：八日市市立〉へ）[34]
- 八日市市立八日市小学校（1960年八日市南小と東近江市立八日市北小学校〈当時：八日市市立〉へ分割）[34]
- 八日市市立建部小学校（1960年御園小・八日市小の一部と統合し八日市北小へ）
- 八日市市立御園小学校寺分校（1967年）[33]
- 八日市市立市辺小学校（1967年平田小と統合し東近江市立八日市西小学校〈当時：八日市市立〉市辺校舎となり、1971年完全統合）[35]
- 八日市市立平田小学校（1967年市辺小と統合し八日市西小平田校舎となり、1971年完全統合）[35]
- 蒲生町立蒲生東小学校川合分教場（1963年）[36]
- 永源寺町立政所小学校茨川分校（1965年）
- 永源寺町立山上小学校和南分校（1969年）[32]
- 永源寺町立山上小学校佐目分校（1971年）[32]
- 永源寺町立山上小学校相谷分校（1981年）[32]
- 五個荘町立五個荘東小学校（1967年統合により東近江市立五個荘小学校〈当時：五個荘町立〉へ）[37]
- 五個荘町立五個荘南小学校（同上）[37]
- 五個荘町立五個荘北小学校（同上）[37]
- 能登川町立能登川東小学校東分校（1976年）
- 能登川町立能登川東小学校西分校（1977年）

## 米原市
- 米原町立米原小学校〈旧〉（1986年入江小と統合し米原市立米原小学校〈新〉へ）[38]
- 米原町立入江小学校（1986年米原小〈旧〉と統合し米原小〈新〉へ）[38]
- 米原市立山東西小学校（2011年山東東小と統合し米原市立山東小学校へ）[39]
- 米原市立山東東小学校（2011年山東西小と統合し山東小へ）[39]
- 米原市立東草野小学校（2012年休校[40]、2020年米原市立伊吹小学校へ統合[41]））
- 米原市立息郷小学校（2013年醒井小と統合し米原市立河南小学校へ）[42]
- 米原市立醒井小学校（2013年息郷小と統合し河南小へ）[42]
- 米原市立東草野小学校甲津原分校（2013年）[43]
- 山東町立柏原小学校河内分校（1958年）[44]
- 山東町立柏原小学校大野木分校（1974年休校、1977年廃校）[44]
- 伊吹町立春照小学校藤川分校（1974年休校、1982年10月1日廃校）[45]
- 伊吹町立伊吹小学校大久保分校（1991年休校、1994年廃校）[46]
- 伊吹町立春照小学校春照分校（1993年休校）[45]

## 蒲生郡
- 竜王町立竜王東小学校川守分教場（1955年）[47]
- 竜王町立竜王西小学校鏡分教場（1955年）[47]
- 竜王町立竜王西小学校岡屋分教場（1955年）[47]
- 竜王町立竜王東小学校（1970年竜王西小と統合し竜王町立竜王小学校へ）[47]
- 竜王町立竜王西小学校（1970年竜王東小と統合し竜王小へ）[47]
- 日野町立鎌掛小学校（2001年日野町立日野小学校へ統合）[48]

## 愛知郡
- 秦川村立秦川西小学校（1949年秦川東小と統合し秦川村立秦川小学校〈現：愛荘町立秦荘東小学校〉へ）[49]
- 秦川村立秦川東小学校（1949年秦川西小と統合し秦川小へ）[49]
- 秦荘町立秦荘西小学校香之庄分校（1961年）[50]
- 愛知川町立愛知川小学校山川原分校（1980年）[51]

## 犬上郡
- 多賀町立脇ヶ畑小学校（1969年休校、1993年廃校）[52]
- 多賀町立多賀小学校霊仙分校（1985年休校、1993年廃校）[52]
- 多賀町立多賀小学校芹谷分校（1963年後谷分校から改称、1993年廃校）[52]
- 多賀町立大滝小学校萱原分校（1993年）[53]
- 多賀町立大滝小学校富之尾分校（1993年）[53]
- 多賀町立多賀小学校大君ヶ畑分校（1995年大滝小から移管、1996年廃校）[52]
- 多賀町立佐目小学校（1998年多賀町立多賀小学校へ統合）[52]